# Пелуго
Пелуго (итал. Pelugo) је насеље у Италији у округу Тренто, региону Трентино-Јужни Тирол.
Према процени из 2011. у насељу је живело 377 становника. Насеље се налази на надморској висини од 659 м.

## Становништво
Према резултатима пописа становништва 2011. у општини је живело 379 становника.
| 1931. | 1936. | 1951. | 1961. | 1971. | 1981. | 1991. | 2001. | 2011. |
| ----- | ----- | ----- | ----- | ----- | ----- | ----- | ----- | ----- |
| 356   | 334   | 336   | 333   | 297   | 301   | 311   | 351   | 379   |